# Turc ottoman
Ne doit pas être confondu avec vieux turc.
Le turc ottoman, turc osmanlı ou turc ancien  (en turc ottoman لسان تركى Lisân-ı Türkî ; تركى Türkî ; لسان عثمانى, Lisân-ı Osmânî ; تركچه Türkçe) était la langue officielle de l'Empire ottoman. Son caractère officiel de langue de l'État était fixé par l’article 8 de la constitution de 1876 jusqu'aux réformes linguistiques menées par Mustafa Kemal Atatürk après 1923, après la disparition de cet Empire. Le turc osmanli s'écrit avec une version adaptée de l'alphabet arabe, et se caractérise par une proportion importante de termes venant de l'arabe ou du persan.
Atatürk a ensuite fait adopter l'alphabet latin pour écrire le turc et a encouragé les travaux visant à remplacer les mots arabes ou persans par des néologismes d'origine turque.

## Grammaire
La grammaire du turc ottoman n'est pas différente de celle du turc moderne.

### Les conjugaisons

#### Les temps et modes
Le turc connaît plusieurs temps et modes.
Il existe deux groupes de verbes selon l'harmonie vocalique : les verbes composés de voyelles antérieures terminés en -mek (مك-) et les verbes composés de voyelles postérieures terminés en -mak (مق-).
| Forme temporelle/modale | Suffixe latin            | Suffixe ottoman      |
| ----------------------- | ------------------------ | -------------------- |
| Progressif              | -mekte / -makta          | مقده / -مكده-        |
| Nécessitatif            | -meli / -malı            | ملو- (-melü / -malu) |
| Aoriste positif         | -(e/i)r / -(a/ı)r        | ه)ر)-                |
| Aoriste négatif         | -mez / -maz              | مز-                  |
| Impossibilité           | -eme / -ama              | ه مه-                |
| Futur                   | -(y)ecek / -(y)acak      | ه جق / -ه جك-        |
| Passé non constaté      | -miş                     | مش-                  |
| Présent continu         | -iyor                    | يور-                 |
| Passé constaté          | -di (forme pleine : idi) | (ايدى) دى-           |
| Conditionnel            | -se (forme pleine : ise) | (ايسه) سه-           |

#### Les terminaisons de personnes
...

### Les déclinaisons
Le turc connaît des déclinaisons pour les noms et les pronoms et non pas pour les adjectifs comme dans beaucoup d'autres langues.
| Déclinaison des noms | Déclinaison des noms      | Déclinaison des noms | Déclinaison des noms | Déclinaison des noms             | Déclinaison des noms | Déclinaison des noms | Déclinaison des noms            |
| Cas                  | Cas                       | ev (maison) او       | ev (maison) او       | ev (maison) او                   | adam (homme) ادم     | adam (homme) ادم     | adam (homme) ادم                |
| Nom                  | Terminaison               | Latin                | Ottoman              | Traduction                       | Latin                | Ottoman              | Traduction                      |
| -------------------- | ------------------------- | -------------------- | -------------------- | -------------------------------- | -------------------- | -------------------- | ------------------------------- |
| Absolu               | -                         | ev                   | او                   | maison (sujet ou objet indéfini) | adam                 | ادم                  | homme (sujet ou objet indéfini) |
| Accusatif            | -i (ى)                    | evi                  | اوى                  | la maison (objet défini)         | adamı                | ادمى                 | homme (objet défini)            |
| Datif                | -e (ه)                    | eve                  | اوه                  | vers la maison                   | adama                | ادمه                 | vers l'homme                    |
| Locatif              | -de/da (ده)               | evde                 | اوده                 | dans la maison                   | adamda               | ادمده                | dans l'homme                    |
| Ablatif              | -den/dan (دن)             | evden                | اودن                 | depuis la maison                 | adamdan              | ادمدن                | depuis l'homme                  |
| Génitif              | -(n)in (نڭ)               | evin                 | اوڭ                  | appartenant à la maison          | adamın               | ادمڭ                 | appartenant à l'homme           |
| Instrumental         | -(y)le/(y)la / ile (ايله) | evle                 | (او ايله) اوله       | avec la maison                   | adamla               | (ادم ايله) ادمله     | avec l'homme                    |

Le suffixe de pluriel -ler/-lar (لر-) est le premier à s'ajouter au nom. La déclinaison reste régulière ensuite : اولرى pour dire « les maisons » en tant qu'objet défini. Par exemple : اولرى گوريورم (evleri görüyorum) Je vois les maisons.
| Déclinaison des pronoms personnels | Déclinaison des pronoms personnels | Déclinaison des pronoms personnels | Déclinaison des pronoms personnels | Déclinaison des pronoms personnels | Déclinaison des pronoms personnels | Déclinaison des pronoms personnels | Déclinaison des pronoms personnels | Déclinaison des pronoms personnels | Déclinaison des pronoms personnels | Déclinaison des pronoms personnels | Déclinaison des pronoms personnels | Déclinaison des pronoms personnels |
| Cas                                | Singulier                          | Singulier                          | Singulier                          | Singulier                          | Singulier                          | Singulier                          | Pluriel                            | Pluriel                            | Pluriel                            | Pluriel                            | Pluriel                            | Pluriel                            |
|                                    | Première                           |                                    | Deuxième                           |                                    | Troisième                          |                                    | Première                           |                                    | Deuxième                           |                                    | Troisième                          |                                    |
| ---------------------------------- | ---------------------------------- | ---------------------------------- | ---------------------------------- | ---------------------------------- | ---------------------------------- | ---------------------------------- | ---------------------------------- | ---------------------------------- | ---------------------------------- | ---------------------------------- | ---------------------------------- | ---------------------------------- |
| Absolu                             | ben                                | بن                                 | sen                                | سن                                 | o                                  | او                                 | biz                                | بز                                 | siz                                | سز                                 | onlar                              | اونلر                              |
| Accusatif                          | beni                               | بنى                                | seni                               | سنى                                | onu                                | اونى                               | bizi                               | بزى                                | sizi                               | سزى                                | onları                             | اونلرى                             |
| Datif                              | bana                               | بڭا                                | sana                               | سڭا                                | ona                                | اونه                               | bize                               | بزه                                | size                               | سزه                                | onlara                             | اونلره                             |
| Locatif                            | bende                              | بنده                               | sende                              | سنده                               | onda                               | اونده                              | bizde                              | بزده                               | sizde                              | سزده                               | onlarda                            | اونلرده                            |
| Ablatif                            | benden                             | بندن                               | senden                             | سندن                               | ondan                              | اوندن                              | bizden                             | بزدن                               | sizden                             | سزدن                               | onlardan                           | اونلردن                            |
| Génitif                            | benim                              | بنم                                | senin                              | سنڭ                                | onun                               | اونڭ                               | bizim                              | بزم                                | sizin                              | سزڭ                                | onların                            | اونلرڭ                             |
| Instrumental                       | benimle                            | (بنم ايله) بنمله                   | seninle                            | (سنڭ ايله) سنڭله                   | onunla                             | (اونڭ ايله) اونڭله                 | bizimle                            | (بزم ايله) بزمله                   | sizinle                            | (سزڭ ايله) سزڭله                   | onlarla                            | (اونلر ايله) اونلرله               |

### L'expression de la possession
La grammaire du turc ottoman gardait les traits turciques originels à quoi s'ajoutaient des éléments des grammaires arabe et persane. Ainsi, il existe deux manières d'exprimer la possession en turc ottoman.

#### La possession turcique
Pour exprimer la possession, le turc ottoman et le turc actuel ont conservé un système en deux parties formé par l'utilisation du génitif sur l'élément possesseur et du possessif sur l'élément possédé. Le possesseur vient avant le possédé dans la phrase turque, ce qui est une inversion par rapport au système français.
|                          | Première personne du singulier | Première personne du singulier | Deuxième personne du singulier | Deuxième personne du singulier | Troisième personne du singulier | Troisième personne du singulier | Première personne du pluriel | Première personne du pluriel | Deuxième personne du pluriel | Deuxième personne du pluriel | Troisième personne du pluriel | Troisième personne du pluriel |
| ------------------------ | ------------------------------ | ------------------------------ | ------------------------------ | ------------------------------ | ------------------------------- | ------------------------------- | ---------------------------- | ---------------------------- | ---------------------------- | ---------------------------- | ----------------------------- | ----------------------------- |
| Génitif                  | ben-im                         | بنم                            | sen-in                         | سنڭ                            | o-nun                           | اونڭ                            | biz-im                       | بزم                          | siz-in                       | سزڭ                          | onlar-ın                      | اونلرڭ                        |
| Possessif                | -(i)m                          | م-                             | -(i)n                          | ڭ-                             | -(s)i                           | سى-                             | -(i)miz                      | مز-                          | -(i)niz                      | ڭز-                          | -leri/-ları                   | لرى-                          |
| Exemple (chat: kedi كدى) | benim kedim                    | بنم كديم                       | senin kedin                    | سنڭ كديڭ                       | onun kedisi                     | اونڭ كديسى                      | bizim kedimiz                | بزم كديمز                    | sizin kediniz                | سزڭ كديڭز                    | onların kedileri              | اونلرڭ كديلرى                 |

Il est aussi possible de créer des groupes possessifs indéfinis avec la troisième personne du singulier construit avec un possédant au cas absolu et un possédé au possessif. Ces groupes permettent de créer des types d'objet particuliers qui sont inséparables : Osmanlı Devleti عثمانلى دولتى  « État ottoman », güneş gözlüğü گونش گوزلگى  « lunettes de soleil » (et non pas les lunettes appartenant au soleil).

#### La possession persane - l'utilisation de l'ezafe
Le système de l'ezafe était connu du turc ottoman. Contrairement au système de possession turcique, la construction se fait avec le possédé précédant le possesseur avec une liaison par un -i (-u/-ü/-ı selon l'harmonie vocalique).
Considéré comme littéraire, son utilisation était abondante dans les écrits et dénominations officielles :
- la Sublime porte se dit بابِ عالى Bab-ı ali

- l'Empire ottoman s'appelait  دولت عليه عثمانيه Devlet-i aliye-i Osmaniye

Il était généralement rendu par une kasra ou une hamza lorsque le mot se terminait par un he, un vav ou un ye mais les diacritiques n'étaient pas toujours apparentes et la connexion par l'ezafe se devinait du contexte (cf. Empire ottoman ci-dessus).

## Registres de langue
Selon le contexte d'utilisation, il peut exister au moins trois registres de langues :
- Fasih Türkçe (turc formel) : langue de l’administration et de la poésie,
- Orta Türkçe (turc moyen) : langue du commerce et des classes sociales supérieures,
- Kaba Türkçe (turc vulgaire) : langue familière.

## Abandon du turc ottoman et remplacement du lexique arabo-persan

### Le remplacement du vocabulaire arabo-persan par des néologismes turciques
Le remplacement des mots empruntés en turc fait partie de la politique de turquisation d'Atatürk. La langue turque ottomane comportait de nombreux mots empruntés à l'arabe et au persan, mais aussi à des langues européennes telles que le français, le grec et l'italien. Ces mots ont été officiellement remplacés par leurs équivalents turcs proposés par l'Association de la langue turque (Türk Dil Kurumu, TDK) lors de la réforme de la langue turque, dans le cadre des réformes culturelles — dans le cadre plus large des réformes d'Atatürk — qui ont suivi la fondation de la République de Turquie.
La liste donne le mot turc ottoman, l'orthographe moderne du mot en turc, l'équivalent en turc moderne et sa signification en français.

#### Remplacement des emprunts à l'arabe et au persan
* Anciens mots toujours utilisés avec le néologisme aujourd'hui.
** Néologismes moins employés que les emprunts.
| Mot ottoman                          | Romanisation        | Néologisme                | Signification                                   | Remarque |
| ------------------------------------ | ------------------- | ------------------------- | ----------------------------------------------- | --- |
| عفو ايتمك ʻafu itmek*                | affetmek            | bağışlamak                | pardonner                                       | Du persan bağışla– « pardonner » |
| أخلاق ahlak*                         | ahlak               | töre                      | tradition                                       | De l'ancien turc töre « tradition coutumière » |
| ʻaile*                               | aile                | ocak**                    | famille                                         | De l'ancien turc ocak « famille » |
| عقبة akabe*                          | akabe               | geçit                     | passage                                         | De la racine geç– « passer » |
| عقد ʻaqd*, مقاولة mukâvele           | akit, mukavele      | sözleşme, anlaşma, bağıt  | contrat                                         | De l'ancien turc söz « mot » |
| عقل ʻaql*                            | akıl                | us**                      | sagesse                                         | De l'ancien turc us « intelligence » |
| علاقة ʻalaqe*                        | alaka(lı)           | ilgi(li)                  | lié à, pertinent                                | De la racine de l'ancien turc il– « attache, nœud » |
| علامة alamet*                        | alamet              | önsezi                    | prémonition                                     | De l'adjetif ön « avant » |
| عمة amme*                            | amme                | sargı                     | bandage                                         | De la racine sar– « enrouler » |
| عامل ʻâmil                           | amil                | etken                     | facteur                                         | De la racine et– « faire » |
| عملية ʻamaliyyah                     | ameliye             | işlem                     | opération, processus                            | De la racine işle– « travailler » |
| عامة amme                            | amme                | kamu                      | public, communauté                              | De l'adjectif persan moyen kamu « tous » |
| عمودي amudi*                         | amudi               | dikey                     | perpendiculaire ; survit dans amuda kalkmak.    | De la racine dik– « planter » |
| عنعنة a'nane                         | anane               | gelenek, görenek          | tradition                                       | Crée par İsmet İnönü en 1947, De la racine gel– « venir » |
| عنغنوي ananevi*                      | ananevi             | geleneksel                | traditionnel                                    | Crée par İsmet İnönü en 1947, De la racine gel– « venir » |
| عساكر asakir*                        | asker               | sü**, çeri**              | soldat                                          | Les mots turcs sont utilisés dans des contextes précis comme subay, "officier" etyeniçeri "janissaire". |
| عصر asr*                             | asır                | yüzyıl                    | siècle                                          | Un mot composé formé par yüz « cent » et yıl « année ». Le néologisme ne garde pas la distinction entre « siècle » et « cent ans ». La distinction est parfois importante: Parlant en 2020, « yedi asır kadar önce » (quelque sept siècles auparavant) a une marge d'erreur de 60 ou 70 ans et peut faire référence à une date entre 1260 et 1380 alors que « yedi yüzyıl kadar önce » fait forcément référence à 1320. |
| بارز bâriz*                          | bariz               | kesin, belli              | évident                                         | De la racine kes– « couper » |
| بسيط basîṭ*                          | basit               | kolay                     | simple, facile                                  | Du nom kol « bras » |
| بعض bazı*                            | bazı                | kimi                      | quelques                                        | |
| بداهة bedāhet)*                      | bedahet             | hazırcevaplık             | Répartie, à-propos                              | |
| بشرية beşeriyyet*                    | beşeriyet           | insanlık                  | humanité                                        | |
| أبيض abyâz*                          | beyaz               | ak                        | blanc                                           | Le mot arabe et le mot turc sont utilisés dans des contextes légèrement différents : « beyaz » se traduit par « clair, propre, blanchit » |
| جمعة camiʻah*                        | camîa               | topluluk                  | communauté                                      | De l'adjectif toplu « collectif » |
| جبراً cebren                          | cebren              | zorla                     | par la force, contre son gré                    | De l'adjectif zor– « difficile » |
| جلسة calsah*                         | celse               | oturum                    | audition                                        | De la racine otur– « s'asseoir » |
| جماعة cemaat*                        | cemaat              | kurultay                  | société                                         | Du mongol kurilta « assemblé des nobles » |
| جمعية cemiyet*                       | cemiyet             | toplum                    | société                                         | De l'adjectif toplu « collectif » |
| جنوب cenûb                           | cenup               | güney                     | sud                                             | De l'ancien turc gün « soleil » ou « jour », conservé dans certains dialectes anatoliens pour dire « endroit ensoleillé » |
| جرحة cerahah                         | cerahat             | irin                      | pus                                             | |
| جريان cereyan*                       | cereyan             | akım                      | courant                                         | De la racine ak– « couler » |
| جواب cevâb*                          | cevap               | yanıt                     | réponse                                         | De l'ancien turc yanut. |
| جهاز cihaz*                          | cihaz               | aygıt                     | apparat                                         | |
| جواري civarı*                        | civarı              | dolayları                 | à peu près                                      | |
| جملة cümle*                          | cümle               | tümce**                   | phrase                                          | Du nom tüm « tous, entier » |
| دفعة defʻa*, کره kere*               | defa, kere          | kez                       | fois                                            | defa et kere sont encore utilisé communément. |
| دفينة define*                        | define              | gömü                      | trésor                                          | De la racine göm– « enterrer » |
| دليل delil*                          | delil               | kanıt                     | preuve                                          | |
| دور devr*                            | devir               | çağ                       | ère                                             | Emprunt au mongol, cognat du turcique çak. |
| دورة devre*                          | devre               | dönem                     | semestre                                        | De la racine dön– « tourner ». |
| أبعاد ebʻâd*                         | ebat                | boyut                     | dimension, taille                               | De l'arabe buʻd. |
| أبدي ebedî*                          | ebedî               | sonsuz                    | éternel, infini                                 | Le sens littéral du mot turc est « sans fin ». |
| أجداد ecdâd                          | ecdat               | ata                       | ancêtre                                         | Le sens originel du mot turc est « père ». |
| أجل ecel*                            | ecel                | ölüm                      | mort                                            | De la racine öl– « mourir ». |
| أجنبي acnebi*                        | ecnebi              | el, yad                   | étranger                                        | |
| أدبيات edebiyyat*                    | edebiyat            | yazın**                   | littérature                                     | De la racine yaz– « écrire ». |
| أهميات ehemmiyyet                    | ehemmiyet           | önem                      | importance                                      | |
| ألبسة elbise*                        | elbise              | giysi                     | vêtement                                        | De la racine giy– « vêtir, mettre ». |
| أمر emr*                             | emir                | buyruk                    | ordre                                           | Du vieux turcique buyruk. |
| amniyyah*                            | emniyet             | güvenlik                  | sécurité                                        | Du substantif güven « assurance, confiance ». |
| أثر eser*                            | eser                | yapıt                     | production (musique, film)                      | De la racine yap– « faire ». |
| أسير esîr*                           | esir                | tutsak                    | otage                                           | De la racine tut– « tiendre ». |
| أطراف etraf*                         | etraf               | ortalık                   | alentours                                       | De l'adjectif orta « milieu ». |
| أوراق evrâk*                         | evrak               | belge                     | document                                        | En arabe, evrāk est la forme plurielle de vārāk; dans le turc moderne, evrak est souvent employé au singulier, même s'il devrait être le pluriel de varak. |
| أول evvel*                           | evvel               | önce                      | avant                                           | ön « devant » utilisé comme préfixe. |
| فعال faʻâl*                          | faal                | etkin                     | actif                                           | De la racine et– « faire ». |
| فائز faiz*                           | faiz                | ürem**, getiri            | intérêt                                         | De la racine ür– « produire ». |
| فقير، فقرة fakir, fukara*            | fakir               | yoksul                    | pauvre                                          | De la racine yok– "ne pas exister". |
| فرض farz*                            | farz                | varsayım                  | supposition                                     | De la racine varsay– "supposer". |
| فايدة fâydah*                        | fayda               | yarar                     | bénéfique, utile                                | |
| فن fenn*, علم ʻilm*                  | fen, ilim           | bilim                     | science                                         | De la racine bil– « savoir ». |
| فيضان feyezan                        | feyezan             | taşkın                    | courant                                         | De la racine taş– « déborder ». |
| فرقة fırka*                          | fırka               | topluluk                  | groupe                                          | De l'adjectif toplu « collectif ». |
| فرقة furqah                          | fırkat              | ayrılık                   | disparité                                       | De la racine turcique ayr– « séparer ». |
| فكر fikr*                            | fikir               | görüş                     | opinion                                         | De la racine gör– « voir ». |
| فعل fiʻl*                            | fiil                | eylem                     | verbe                                           | De la racine ey– « faire ». |
| غرب garb                             | garp                | batı                      | ouest                                           | De la racine bat– « couler ». |
| غير gayr                             | gayri               | olmayan, başka, dışı      | non-, autre                                     | |
| غذاء gıda*                           | gıda                | besin                     | nourriture                                      | |
| حادثة hadise*                        | hadise              | olay                      | évènement                                       | De la racine ol-, « être », « devenir ». |
| حافظة hâfıza*                        | hafıza              | bellek                    | mémoire                                         | Le mot est employé en informatique, comme önbellek, « mémoire cache ». |
| خفيف hafif*                          | hafif               | yeğni**                   | léger                                           | L'usage du mot turc est rare. |
| حفريات hafriyyât                     | hafriyat            | kazı                      | excavation                                      | De la racine kaz-, « creuser ». |
| حق haqq*                             | hak                 | pay                       | portion                                         | |
| حقيقة haqîqat*                       | hakikat             | gerçek                    | vérité                                          | |
| حاكم hâkim*                          | hâkim               | yargıç                    | juge                                            | |
| حال hâl*, وضعية vazʻiyet*            | hâl, vaziyet        | durum                     | situation                                       | De la racine dur– « s'arrêter, rester »,. |
| خليطة halîta                         | halita              | alaşım                    | alloy                                           | |
| haʻmile*                             | hamile              | gebe                      | enceinte                                        | |
| خراب harâb*                          | harap               | yıkık                     | ruine                                           | De la racine yık– « détruire ». |
| حرارة harâret*                       | hararet             | ısı, sıcaklık             | température                                     | |
| حركة harekkat*                       | hareket             | devinim**                 | mouvement                                       | |
| حرف harf*                            | harf                | ses, imce**               | lettre                                          | Du vieux turc ses– « énoncer ». |
| حسرة hasra*                          | hasret              | özlem                     | mélancolie                                      | |
| حساس hassas*                         | hassas              | duyarlı                   | sensible                                        | De la racine duy– « resentir ». |
| حشرة haşara*                         | haşere              | böcek                     | insecte                                         | |
| خطأ hatâ*, قصور kusûr*               | hata, kusur         | yanlış                    | erreur                                          | |
| حطب hatb                             | hatab               | odun                      | bois                                            | |
| ﺧﻄﻮﺍﺕ ḫaṭavāt                        | hatavat             | adım                      | pas                                             | |
| خاطرة hâtıra*                        | hatıra              | anı                       | souvenir, commémoration                         | De la racine an– « se souvenir, commémorer ». |
| حياة hayât*, عمر ömr*                | hayat, ömür         | yaşam, dirim**            | vie                                             | De la racine yaşa– « vivre ». |
| حيثية haysiyyet*                     | haysiyet            | saygınlık                 | prestige, considération                         | De la racine say– « compter ». |
| حزم hazm*                            | hazım               | sindirim                  | digestion                                       | |
| هدية hediyye*                        | hediye              | armağan                   | présent, cadeau                                 | |
| هيئة hey'et*                         | heyet               | kurul                     | conseil, assemblée                              | De la racine kur– « monter, dresser ». |
| حدة hiddet*                          | hiddet              | kızgınlık, öfke           | ardeur, colère,                                 | |
| حكاية hikâye*                        | hikâye              | öykü                      | histoire                                        | Néologisme forgé par Nurullah Ataç. |
| خلاف hilâf                           | hilaf               | karşıt                    | contraire                                       | Du substantif karşı « opposé ». |
| حس his*                              | his                 | duygu                     | sentiment                                       | De la racine duy– « sentir ». |
| خواجه hôca*                          | hoca                | öğretmen                  | enseignant                                      | De la racine 'öğret-, « enseigner ». |
| حدود hudut*                          | hudut               | sınır                     | border.                                         | Sınır is a Greek borrowing. |
| حقوق hukuk*                          | hukuk               | tüze**                    | législature                                     | De la racine turcique tuz– « commander ». |
| خلاصة hulasa*                        | hulasa              | özet                      | abrégé                                          | |
| خصوص husûs*                          | husus               | konu                      | sujet                                           | Forgé en 1935 de la racine kon– « poser ». |
| حضور huzûr*                          | huzur               | dirlik**                  | sérénité                                        | |
| حجرة hucre*                          | hücre               | göze**                    | cellule                                         | |
| هجوم hücûm*                          | hücum               | saldırı                   | attaque                                         | De la racine saldır– « attaquer ». |
| حرمة hürmet*                         | hürmet              | saygı                     | considération                                   | De la racine say– « considérer ». |
| إرثية ırsiyet*                       | ırsiyet             | kalıtım                   | hérédité                                        | De la racine kal– « rester ». |
| إصرار ısrar*                         | ısrar               | üsteleme                  | insistance, persistance                         | De l'adjectif üst « au-dessus ». |
| إصطلاح ıstılah*                      | ıstılah             | terim                     | term                                            | Emprunté au persan. |
| إجتماع içtima                        | içtima              | kavuşum                   | nouvelle lune                                   | |
| إجتماعي ictimai                      | içtimai             | toplumsal                 | communal                                        | De l'adjectif toplu « collectif ». |
| إدارة idare*                         | idare               | yönetim                   | administration                                  | De la racine yönet– « orienter ». |
| إدرار idrar*                         | idrar               | sidik                     | urine                                           | Le sens originel du mot arabe est utilisé dans des mots comme montée de lait ou diurèse. Le mot turc est dérivé d'un verbe du vieux turc, siymek, qui signifie « uriner ». |
| إفادة ifade*                         | ifade               | anlatım                   | narration                                       | De la racine anlat– « expliquer ». |
| إفتخار iftihâr*                      | iftihar             | övünme                    | fierté                                          | De la racine öv– « louer, vanter ». |
| إحتراس ihtiras*                      | ihtiras             | tutku                     | passion                                         | De la racine tut– « tiendre ». |
| إحتواء ihtiva                        | ihtiva etmek        | içermek                   | contenir, impliquer                             | De l'adjectif iç « intérieur ». |
| إحتياج ihtiyâc *                     | ihtiyaç             | gereksinme, gereksinim    | besoin                                          | iħtiyāj est la forme verbale de l'arabe iħtāj, « besoin » |
| إختيار ihtiyâr*                      | ihtiyar             | yaşlı                     | vieux (en terme d'âge)                          | Du substantif yaş « âge ». |
| إحتياط ihtiyât                       | ihtiyat             | yedek                     | de rechange, de réserve                         | |
| إحتياط ihtiyatlı*                    | ihtiyatlı           | uyanık                    | éveillé, alerte                                 | De la racine uyan– « s'éveiller, se réveiller ». |
| إقتباس iktibas                       | iktibas             | alıntı                    | extrait (en littérature)                        | De la racine al– « prendre » |
| آلهة ilahe*                          | ilahe               | tanrıça                   | déesse                                          | Tanrı (dieu) + –ça du serbo-croate |
| علاوة ilave*                         | ilave               | ek                        | addition                                        | |
| إلهام ilhâm*                         | ilham               | esin                      | inspiration                                     | |
| عمار ʻimâr*                          | imar                | bayındırlık               | construction, développement                     | |
| إمكان imkân*                         | imkân               | olanak                    | opportunité, possibilité                        | De la racine ol– « exister »". |
| إملاء imlâ*                          | imla                | yazım                     | orthographie                                    | De la racine yaz– « écrire ». |
| إمتداد imtidad*                      | imtidad             | uzay                      | cosmos, espace                                  | De la racine uza– « durer, rallonger ». |
| إمتحان imtihân                       | imtihan             | sınav, yazılı             | examination                                     | De la racine tartare sına– « tester ». |
| امتياز imtiyâz*                      | imtiyaz             | ayrıcalık                 | privilège, concession                           | De l'adjectif ayrı « séparé, différent ». |
| انحسار inhisâr                       | inhisar             | tekel                     | monopole                                        | Forgé par Ömer Asım Aksoy à partir de tekel » une main ». |
| انسان insân*                         | insan               | kul**                     | humain                                          | Néologisme seulement employé dans le domaine religieux |
| انطباع intiba                        | intiba              | izlenim                   | impression                                      | |
| انتخاب intihab*                      | intihab             | seçim                     | élection                                        | De la racine seç– « choisir ». |
| انتحال intihal                       | intihal             | aşırma                    | plagiat                                         | De la racine aşır– « voler ». |
| ابتدائی ibtidâ‘î                     | iptidai             | ilkel                     | primitif, primaire                              | From the word ilk « premier ». |
| ارتفاع irtifâʻ*                      | irtifa              | yükseklik                 | altitude                                        | L'ancien mot est seulement utilisé en aviation, pour parler de l'altitude d'un avion. |
| ارثی irsî*                           | ırsi                | kalıtsal, kalıtımsal      | héréditaire                                     | De la racine kal– « rester ». |
| اسم ism*                             | isim                | ad                        | name                                            | |
| اِسْكَانْ iskan*                         | iskan               | konut                     | habitation, demeure                             | De la racine kon– « se placer, camper ». |
| اِسْتِخْدَامْ istihdam*                    | istihdam            | dağıtım                   | distribution                                    | De la racine dağıt– « distribuer ». |
| إستحصال istiḥṣāl                     | istihsal            | üretim                    | production                                      | De la racine üret– « produire ». |
| استقامت istikamet*                   | istikamet           | yön                       | direction                                       | |
| إستقلال istiqlal*                    | istiklal            | bağımsızlık               | indépendance, liberté                           | Du substantif bağ « affinité, attache ». |
| استراحة istirâhat*                   | istirahat           | dinlenme                  | reste                                           | De la racine dinlen– « rester ». |
| استثمار istismar*                    | istismar            | sömürge                   | colonie                                         | De la racine sömür– « exploiter ». |
| إستثقال istisḳāl                     | istiskal            | aşağılama                 | dégradation                                     | |
| استثناء istisnâ'*                    | istisna             | aykırı                    | exception                                       | |
| اشارت işaret*                        | işaret              | gösterge                  | indicateur                                      | De la racine göster– « montrer ». |
| اشتغال iştigâl                       | iştigal             | uğraş, uğraşı             | occupation                                      | |
| اشتراك iştirâk*                      | iştirak             | ortaklık                  | association                                     | |
| اتمام itmam*                         | itmam               | tamamlama                 | intégration, complétement                       | De l'adjectif tam « complet, plein ». |
| ايضاح izâh*                          | izah                | açıklama                  | clarification                                   | De la racine aç– « ouvrir ». |
| ازدواج izdivâc                       | izdivaç             | evlilik                   | mariage                                         | Du substantif ev « maison ». |
| قابليه kâbiliyet*                    | kabiliyet           | yetenek, yeti             | capacité, aptitude                              | De la racine yet– « suffire ». |
| قادر kader*                          | kader               | yazgı                     | prédestination, destinée                        | De la racine yaz– « écrire ». |
| قفة qaffa*                           | kafa                | baş                       | tête                                            | |
| كافي kâfi*                           | kâfi                | yeter                     | assez                                           | De la racine yet– « suffire ». |
| قاعده kaide*                         | kaide               | taban                     | plante du pied, plancher                        | |
| كائنات kâ'inât*                      | kâinat              | evren                     | univers, cosmos                                 | |
| قلب kalb*                            | kalp                | yürek                     | cœur                                            | |
| قانون kânûn*                         | kanun               | yasa                      | loi, charte                                     | Emprunt du mongol. |
| قانون اساسى kanunuesasi              | kanunuesasi         | anayasa                   | constitution                                    | Au sens littéral « loi-mère ». |
| قافيه kâfiye*                        | kafiye              | uyak                      | rime                                            | De la racine uy– « s'adapter, se conformer ». |
| كانون اول kânûn-ı evvel              |                     | aralık                    | décembre                                        | Le nom « Aralık » a été adopté lors de la rédaction de la Constitution de 1945 parce qu'il figurait dans le texte. Avec le nouveau nom de décembre, il est devenu le sujet de plaisanteries sur le thème que le passage de décembre à janvier - Aralıktan Ocağa- signifiait maintenant passer par la brèche dans le feu.                                                                                                |
| كانون ثانی kânûn-ı sânî              |                     | ocak                      | janvier                                         | « Ocak » le nouveau nom de janvier reprend le sens de kânun, « foyer ». |
| كلمه kelime*                         | kelime              | sözcük, söz               | mot, vocable                                    | Forgé par Melih Cevdet Anday en 1958. |
| قرمز ghermez*                        | kırmızı             | al**, kızıl               | rouge                                           | Les mots turcs et arabes sont utilisés dans différents contextes. kızıl est principalement utilisé pour désigner les cheveux roux |
| قسم kısm*                            | kısım               | bölüm                     | classe, division                                | De la racine böl– « diviser, séparre ». |
| كتاب ketab*                          | kitap               | betik**                   | livre                                           | De la racine turcique biti– « écrire », qui est un emprunt du chinois 筆, « pinceau ». |
| كفر kufr*                            | küfür               | sövme**                   | injure, engeulade                               | De la racine söv– « conjurer, maudir ». |
| قوة kuvvet*                          | kuvvet              | güç, erk                  | force, pouvoir                                  | En physique, l'ancien mot est utilisé pour « force » et le nouveau pour « puissance ». |
| كُلِّيَتْ külliyet*                       | külliyet            | tüm                       | entier, total                                   | |
| كرة küre*                            | küre                | yuvar**                   | sphère, orbe                                    | Le sens de yuvar s'est restreint et ne désigne de nos jours que globule. |
| لطيفه lâtîfe                         | latife              | şaka                      | plaisanterie, badinage                          | Le néologisme vient également de l'arabe (du mot şaḳā (شقاء)), « dommage, malheur ». |
| لسان lisân*                          | lisan               | dil                       | langue                                          | dil désigne à la fois la langue anatomique et la langue parlée, alors que « lisan » ne désigne que la langue parlée. |
| لغات lûġat                           | lügat               | sözlük                    | dictionnaire                                    | |
| لزوملو lüzûmlu*                      | lüzumlu             | gerekli                   | essentiel, nécessaire                           | |
| ﻣﻌﺎﺭﻒ me‘ārif*                       | maarif              | eğitim                    | éducation                                       | |
| معاش maʻâş*                          | maaş                | aylık                     | salaire                                         | Du substantif ay « mois, lune » |
| معباد maʻbed*                        | mabet               | tapınak                   | temple, pagode                                  | De la racine tap– « adorer, idolâtrer ». |
| مادة maddî*                          | maddî               | özdeksel**                | matériel, matérialiste                          | Le mot turc est seulement employé dans le domaine de la philosophie. |
| مفصل mafsal                          | mafsal              | eklem                     | joint, articulation                             | |
| مغدور mağdûr*                        | mağdur              | kıygın**                  | trompé, blessé                                  | L'usage du néologisme est rarissime. |
| مغلوبيات maʻlubiyyat*                | mağlubiyet          | yenilgi                   | défaite                                         | De la racine yen– « défaire ». |
| محلى mahalli*                        | mahalli             | yöresel                   | régional                                        | |
| محفوظ mahfuz                         | mahfuz              | saklı                     | caché, clandestin                               | De la racine sakla– « cacher, garder ». |
| مخلوق mahlûk*                        | mahluk              | yaratık                   | créature, bête                                  | De la racine yarat– « créer, concevoir ». |
| محصول mahsûl*                        | mahsul              | ürün                      | production, produit                             | De la racine üre- « reproduire, multiplier » |
| مخصوص mahsûs*                        | mahsus              | özgü                      | propre, particulier                             | |
| مقصد maksad*, غايه gaye*, هدف hedef* | maksat, gaye, hedef | amaç, erek                | but, cible                                      | |
| معقول maʻkûl*                        | makul               | uygun, elverişli          | conforme, convenable                            | De la racine uy– « adapter, conformer ». |
| معنة maʻnah*                         | mâna                | anlam                     | sens, signification                             | De la racine anla– « comprendre ». |
| معنوي manevî*                        | manevî              | tinsel**                  | moral, spirituel                                | Le mot turc est seulement employé dans le domaine de la philosophie. |
| مانع mâniʻ*                          | mani                | engel                     | obstacle                                        | |
| مصرف masraf*                         | masraf              | gider, harcama            | coût                                            | De la racine git– « aller, partir ». |
| مطبعه matbaa*                        | matbaa              | basım evi                 | imprimerie                                      | De la racine bas– « presser, tirer ». |
| معذرت mazeret*                       | mazeret             | gerekçe                   | exposé des motifs, motivation, le pourquoi (de) | De la racine gerek– « devoir, faire besoin ». |
| ﻣﺒﺪﺃ mebde’*                         | mebde               | başlangıç                 | aurore, commencement                            | |
| مجاز mecaz*, استعارة istiare         | mecaz               | iğretileme, eğretileme    | métaphore                                       | |
| مجبور mecbûr*                        | mecbur              | zorunlu                   | obligation, obligatoire                         | L'ancien et le nouveau mot s'utilise comme nom et comme adjectif |
| مجهول mechûl*                        | meçhul              | bilinmeyen                | inconnu                                         | De la racine bil– « connaître ». |
| مدني madanni*                        | medeni              | uygar                     | civil                                           | Emprunté au ouïgour. |
| مدنيات madanniyyat*                  | medeniyet           | uygarlık                  | civilisation                                    | Emprunt du ouïgour Uygur, en référence à la civilisation ouïgoure. |
| مفهوم mefhûm*                        | mefhum              | kavram                    | concept                                         | De la racine kavra– « comprendre, appréhender ». |
| مکروه mekrûh*                        | mekruh              | iğrenç                    | dégoûtant, abject                               | |
| مملکت memleket*                      | memleket            | ülke                      | pays, territoire                                | L'ancien mot est utilisé pour parler de sa région natale |
| ﻣﻨﺸﺄ menşe*                          | menşe               | kök                       | racine                                          | |
| مراسم merâsim*                       | merasim             | tören                     | cérémonie                                       | |
| مساحه mesaha*                        | mesaha              | yüzölçüm                  | mesure, superficie                              | De la racine ölç– « mesurer, toiser ». |
| مرثيه mersiye                        | mersiye             | ağıt                      | élégie                                          | |
| مسافه mesafe*                        | mesafe              | uzaklık                   | distance                                        | De la racine uza– « durer, rallonger ». |
| مثانة mesane*                        | mesane              | sidik kesesi              | vessie                                          | |
| مثلا meselâ*                         | mesela              | örneğin                   | par exemple                                     | |
| مسعود mesʻûd*                        | mesut               | mutlu, sevinçli           | heureux, béat                                   | |
| مسئوليات maʻsûliyyat*                | mesuliyet           | sorumluluk                | responsabilité                                  | |
| مشهور meşhûr*                        | meşhur              | ünlü                      | célèbre, fameux                                 | Du substantif ün « célébrité, gloire ». |
| مشروبات meşrûbât*                    | meşrubat            | içecek                    | brevage                                         | De la racine iç– « boire ». |
| موقع mevkiʻ مكان mekân*              | mevki, mekân        | yer, konum                | place, endroit                                  | De la racine kon– « se placer, camper ». |
| موضع mevzi*                          | mevzi               | bölge                     | zone, région                                    | De la racine böl– « diviser, séparer ». |
| ميدان meydân*, ساحه sâha             | meydan, saha        | alan**                    | place, aire, esplanade                          | Alors que le nouveau mot est principalement utilisé en mathématiques (comme la « surface » d'un triangle), il est rarement utilisé avec le même sens que les anciens mots, sauf dans des mots composés comme havaalanı (aéroport), et non hava meydanı (ancienne version). |
| ميل meyl*                            | meyil               | eğim, eğilim              | penchant, déclivité                             | De la racine eğil– « incliner ». |
| مزار mezar*                          | mezar               | gömüt**                   | cimetière                                       | De la racine göm– « enterrer ». |
| منطقة mıntıka                        | mıntıka             | bölge                     | région                                          | De la racine böl– « diviser ». |
| ملت millet*                          | millet              | ulus                      | nation                                          | Du nom mongol uluş « confédération ». |
| مراث mirâs*                          | miras               | kalıt**                   | héritage, patrimoine                            | De la racine kal– « rester, demeurer ». |
| مسافر misâfir*                       | misafir             | konuk                     | hôte                                            | De la racine kon– « se placer, camper ». |
| مثال misâl*                          | misal               | örnek                     | exemple                                         | |
| مسکين miskîn*                        | miskin              | uyuşuk, mıymıntı          | lâche, flemmard                                 | De la racine uyuş– « engourdir ». |
| معامله muʻâmele*                     | muamele             | davranış                  | comportement, conduite                          | De la racine davran– « agir, se conduire ». |
| معما muʻammâ                         | muamma              | bilmece                   | devinette, énigme                               | De la racine bil– « savoir, connaître ». |
| معاصر muʻâsır                        | muasır              | çağdaş, güncel            | contemporain                                    | |
| معاون muʻâvin*                       | muavin              | yardımcı                  | auxiliaire, adjoint                             | |
| معجزه muʻcize*                       | mucize              | tansık**                  | miracle                                         | L'usage du néologisme est rarissime. |
| مغذي mugaddii                        | mugaddi             | besleyici                 | nourricier, nourrissant                         | |
| مغالطه mugalata                      | mugalata            | yanıltmaca                | sophisme                                        | De la racine yanılt– « tromper, abuser ». |
| مغني، مغنيه muganni, muganniye       | muganni,muganniye   | şarkıcı                   | chansonnier, chanteur                           | |
| مغايرة mugayeret                     | mugayeret           | aykırılık                 | antagonisme, dérogation                         | |
| مغاير mugayir                        | mugayir             | aykırı                    | ircompatible, indu                              | L'ancien mot subsite dans le domaine juridique. |
| مخابره muhabere                      | muhabere            | iletişim, iletişme        | communication                                   | De la racine ilet– « transmettre ». |
| مهاجرة muhaceret                     | muhaceret           | göç                       | émigration                                      | De la racine göç– « émigrer ». |
| مهاجم muhacim                        | muhacim             | saldıran, saldırıcı       | frondeur, agresseur                             | De la racine saldır– « attaquer, foncer ». |
| مهاجر muhacir                        | muhacir             | göçmen                    | immigrant, émigrant                             | De la racine göç– « émigrer ». |
| محدب muhaddep                        | muhaddep            | dış bükey                 | convexe                                         | De la racine bük– « filer, cordonner ». |
| محافظة muhafaza*                     | muhafaza            | koruma                    | protection, patronage                           | De la racine koru– « protéger ». |
| محافظ muhafız                        | muhafız             | koruyucu                  | protecteur                                      | De la racine koru– « protéger ». |
| محاكمه muhakeme*                     | muhakeme            | yargılama, uslamlama      | jugement, argumentation                         | |
| مدة muddat*                          | müddet              | süre                      | duration                                        | De la racine sür– « durer ». |
| محقق muhakkak*                       | muhakkak            | kesin(likle)              | certain(ement)                                  | |
| محقق muhakkik                        | muhakkik            | soruşturmacı              | investigateur                                   | De la racine sor– « demander ». |
| محال muhal                           | muhal               | olanaksız                 | impossible                                      | De la racine ol– « exister ». |
| مخالفة muhallaffat*                  | muhalefet           | karşıtlık                 | opposition                                      | De l'adjectif karşı « opposé ». |
| مخمن muhammen                        | muhammen            | oranlanan, ön görülen     | pre-determined                                  | |
| مخمس muhammes                        | muhammes            | beşgen                    | pentagone                                       | Du substantif beş « cinq ». |
| محاربه muhârebe, حرب harb            | muharebe, harp      | savaş                     | guerre                                          | |
| محارب muharip                        | muharip             | savaşçı                   | guerrier                                        | |
| محرر muharrer                        | muharrer            | yazılı, yazılmış          | écrit, littéral                                 | De la racine yaz– « écrire ». |
| محرك muharrik                        | muharrik            | kışkırtıcı, ayartıcı      | provocateur                                     | De la racine kışkırt– « provoquer ». |
| محاصره muhasara                      | muhasara            | kuşatma                   | siège                                           | De la racine kuşat– « encercler ». |
| محاسبه muhasebe*                     | muhasebe            | saymanlık                 | comptabilité                                    | De la racine say– « compter ». |
| محاسبجي muhasebeci*                  | muhasebeci          | sayman                    | comptable                                       | De la racine say– « compter ». |
| محتمل muhtemel*                      | muhtemel            | olası                     | possible                                        | De la racine ol– « être, devenir ». |
| محتويات muhteviyyât                  | muhteviyat          | içindekiler               | ingrédients                                     | De l'adjectif iç « intérieur ». |
| مقدس mukaddes                        | mukaddes            | kutsal                    | sacré                                           | |
| منتظم muntazam*                      | muntazam            | düzgün, düzenli           | réglé, régulier                                 | De la racine düz– « aligner ». |
| مربع murabbaʻ                        | murabba             | kare                      | carré                                           | Emprunt du français. |
| معتدل muʻtedil                       | mutedil             | ılım(lı)                  | modéré, (modéramment)                           | |
| موفقيت muvaffakıyyet                 | muvaffakiyet        | başarı                    | succès                                          | De la racine başar– « réussir, acomplir ». |
| مبالغه mübalâga                      | mübalağa            | abartı                    | exaggeration                                    | De la racine abart– « exaggérer ». |
| مجادله mücâdele*                     | mücadele            | çaba, uğraş               | effort, courage                                 | |
| مجرد mücerrit                        | mücerrit            | soyut                     | abstrait                                        | De la racine soy– « peler, écorcer ». |
| مدافعه müdâfaʻa                      | müdafaa             | koruma                    | protection, patronage                           | De la racine koru– « protéger ». |
| مداخله müdâhale*                     | müdahale            | karışma                   | intervention                                    | De la racine karış– « se mêler, intervenir ». |
| مُلَازِمْ mülazım*                       | mülazım             | teğmen                    | lieutenant                                      | Du vieux turc teğ– « toucher », apparenté au turc moderne değ–. |
| مدت müddet*                          | müddet              | süre                      | duration                                        | De la racine sür– « durer ». |
| مدركه mudrike                        | müdrike             | anlık                     | intellect                                       | |
| مؤدب mueddep                         | müeddep             | uslu                      | sage, docile                                    | Du substantif us « raison ». |
| مؤلفات muelleffat                    | müellefat           | (yazılı) yapıt            | ouvrage (écrit)                                 | De la racine yap– « faire ». |
| مؤلف، محرر muellif, muharrir         | müellif, muharrir   | yazar                     | écrivain                                        | De la racine yaz– « écrire ». |
| مؤمن muemmen                         | müemmen             | sağlanmış                 | sécurisé                                        | De l'adjectif sağ « vivant ». |
| مؤنث muennes                         | müennes             | dişil                     | féminin                                         | |
| مؤسسه mu‘essese                      | müessese            | kurum                     | fondation                                       | De la racine -kur « mettre en place ». Kurum est mentionné dans Tarama Sözlüğü (1963-77) comme figurant dans deux dictionnaires du quatorzième et du dix-huitième siècle. |
| مؤثر muessir                         | müessir             | dokunaklı                 | touchant, blessant                              | De la racine dokun– « toucher ». |
| مؤسس muessis                         | müessis             | kurucu                    | fondateur                                       | De la racine kur– « mettre en place ». |
| مفكره mufekkrireh                    | müfekkire           | düşünce gücü              | capacité à penser                               | De la racine düşün– « penser ». |
| مفرد mufrett                         | müfret              | tekil                     | singulier                                       | De l'adjectif tek « seul ». |
| مفلس muflis                          | müflis              | batkın                    | failli (celui qui a fait faillite)              | De la racine bat– « couler ». |
| مهم mühim*                           | mühim               | önemli                    | important                                       | Du substantif önem « importance ». |
| مؤمن mü‘min                          | mümin               | inanan, inançlı           | croyant                                         | De la racine inan– « croire ». |
| مناسبت münâsebet*                    | münasebet           | ilişki                    | relation                                        | De la racine turcique il– « attache, nœud ». |
| منتخب müntahib*                      | müntahib            | seçmen                    | lecteuré                                        | De la racine seç– « choisir ». |
| مراجعت mürâcaʻat                     | müracaat            | başvuru                   | application                                     | De la racine başvur– « appliquer ». |
| مركب mürekkeb                        | mürekkep            | birleşmiş, birleşik       | encre                                           | De la racine birleş– « unir ». |
| مرتب murrettip                       | mürettip            | dizgici                   | typographe                                      | De la racine diz– « aligner ». |
| مسابقه müsâbaka                      | müsabaka            | karşılaşma                | partie, compétition                             | De l'adjectif karşı « opposé ». |
| مسامحه müsâmaha                      | müsamaha            | hoşgörü                   | tolérance                                       | De la racine gör– « voir ». |
| مُسَاو۪ي müsavi*                        | müsavi              | eşit                      | égal                                            | Du substantif eş « paire ». |
| مسدس müseddes*                       | müseddes            | altıgen                   | héxagone                                        | Du substantif altı « six ». |
| مستهجن müstehcen*                    | müstehcen           | uygunsuz                  | inapproprié, obscène                            | De la racine uy– « s'adapter, se conformer ». |
| مستملك mustamlak                     | müstemleke          | sömürge                   | colonie                                         | De la racine sömür– « exploiter ». |
| مسوده müsvedde*                      | müsvedde            | taslak                    | ébauche, croquis                                | |
| مشابه، مماثل muşabbih, mumassil      | müşabih, mümasil    | benzer                    | semblable                                       | De la racine benze– « ressembler ». |
| مشبهات muşşabbahat                   | müşabehet           | benzerlik                 | similarité                                      | De la racine benze– « ressembler ». |
| مشخص müşahhas                        | müşahhas            | somut                     | concret, effectif                               | |
| مشكل müşkül                          | müşkül              | çetin**                   | ardu, difficile                                 | |
| مشرك muşrik                          | müşrik              | çoktanrıcı                | polythéiste                                     | |
| مشتق müştak                          | müştak              | türev                     | derivé                                          | Emprunt au kazakh, dont les verbes ne se terminent pas en –mek/–mak, mais en –v. |
| مشتكي muşteki                        | müşteki             | yakınan, sızlanan         | râleur, chialeur                                | |
| مشتملات muştemilat                   | müştemilat          | eklenti                   | ajout, ajoutage                                 | De la racine ekle– « ajouter ». |
| مشترك muşterek*                      | müşterek            | ortak                     | partenaire                                      | Du substantif orta « milieu ». |
| مشتري muşteri*                       | müşteri             | alıcı, alımcı             | client                                          | De la racine al– « acheter ». |
| مطالعه mütâlâʻa                      | mütalâa             | düşünce                   | pensée                                          | De la racine düşün– « penser ». |
| متارکه mütâreke                      | mütareke            | antlaşma                  | armistice                                       | Du substantif ant « serment ». |
| متعدد muteaddit                      | müteaddit           | birçok                    | beaucoup, plusieurs                             | |
| متفن muteaffin                       | müteaffin           | kokuşuk                   | malodorant                                      | De la racine kok– « sentir ». |
| متعهد muteahhid*                     | müteahhit           | üstenci                   | entrepreneur, adjudicataire                     | |
| متعاقب muteakib                      | müteakip            | sonra, ardından           | après, ensuite                                  | De l'adjectif arka « derrière ». |
| متعاليه mutealiye                    | mütealiye           | deneyüstücülük            | transcendentalisme                              | |
| متعلق muteallik                      | müteallik           | ilişkin, ilgili           | apparenté (à)                                   | De la racine turcique il– « attache, nœud ». |
| متعمم muteammim                      | müteammim           | yaygınlaşmış, genelleşmiş | propagé, répandu                                | De la racine yay– « répandre, étendre ». |
| متعارفه mutearife                    | mütearife           | belit**                   | axiome                                          | |
| متبقي mutebaki                       | mütebaki            | kalan                     | restant                                         | De la racine kal– « rester ». |
| متبدل mutebeddil                     | mütebeddil          | değişen, kararsız         | alternatif, fluctuant                           | De la racine değiş– « changer ». |
| متبسم mutebessim                     | mütebessim          | gülümseyen, güleç         | riant, hilare                                   | De la racine gül– « rigoler, rire ». |
| متجنس mutecanis                      | mütecanis           | bağdaşık                  | homogène                                        | |
| متجاوز mutecaviz                     | mütecaviz           | saldırgan                 | agresseur, assaillant                           | De la racine saldır– « attaque ». |
| متدين mutedeyyin                     | mütedeyyin          | dindar                    | religieux                                       | Emprunt du persan. |
| متأثر muteessir                      | müteessir           | üzüntülü                  | triste, affligé                                 | De la racine üz– « affecter, affliger ». |
| متفكر mutefekkir                     | mütefekkir          | düşünür                   | penseur, intellectuel                           | De la racine düşün– « penser ». |
| متفرق müteferrik                     | müteferrik          | dağınık                   | dispersé                                        | De la racine dağıt– « distribuer ». |
| متحمل mutehammil                     | mütehammil          | dayanıklı                 | durable                                         | |
| متحرك muteharrik                     | müteharrik          | devingen, oynar           | mobile                                          | |
| مُحْتَرَمْ muhterem*                      | muhterem            | saygıdeğer                | honorable                                       | |
| متخصص mütehassıs                     | mütehassıs          | uzman                     | expert                                          | Du nom vieux-turc uz « artisan » et du suffixe intensif « -man » comme dans şişman « gros » et kocaman « énorme ». |
| متشبث muteşşebbis                    | müteşebbis          | girişimci                 | entrepreneur                                    | De la racine gir– « entrer ». |
| متوازي mütevâzî*                     | mütevazi            | alçakgönüllü              | humble                                          | |
| متوفى muteveffa                      | müteveffa           | ölü, ölmüş                | mort                                            | De la racine öl– « mourir ». |
| متفق muttefik*                       | müttefik            | bağlaşık**                | allié                                           | De la racine bağla– « nouer ». |
| مزايده muzayyadeh                    | müzayede            | açık arttırma             | enchères, criée                                 | |
| مزمن müzmin                          | müzmin              | süreğen                   | chronique                                       | De la racine sür– « durer ». |
| نادر nadir*, اندر ender*             | nadir, ender        | seyrek                    | rare                                            | |
| نغمه nağme                           | nağme               | ezgi                      | mélodie                                         | |
| ناقص nakıs*                          | nakıs               | eksi                      | moins                                           | |
| نصيحت nasîhat*                       | nasihat             | öğüt                      | conseil, avis                                   | |
| نظير nâzır                           | nazır               | bakan                     | ministre                                        | |
| نفس nefes*                           | nefes               | soluk                     | souffle                                         | |
| نسيج nesiç                           | nesiç               | doku                      | mouchoir                                        | |
| نسل nesl*                            | nesil               | kuşak                     | génération                                      | |
| نتيجه netîce*                        | netice              | sonuç                     | résultat                                        | Combinaison de son « fin » et uç « avancé ». |
| نزيف nezif                           | nezif               | kanama                    | hémorragie                                      | Du substantif kan « sang » |
| نصف nısf                             | nısıf               | yarı(m)                   | moitié                                          | De la racine yar– « fendre, débrider ». |
| نهايت nihâyet*                       | nihayet             | son(unda)                 | fin(alement)                                    | |
| نكاح nikâh*                          | nikâh               | düğün                     | mariage                                         | En turc moderne, nikâh est généralement utilisé pour la cérémonie de mariage, tandis que düğün est utilisé pour la réception ou la fête de mariage. |
| نسبت nisbet*                         | nispet              | oran                      | rapport                                         | Du nom vieux-turc oran « mesure, proportion, moderation ». |
| نطق nutk*                            | nutuk               | söylev                    | discours, allocution                            | Emprunt au kazakh, dont les verbes ne se terminent pas en –mek/–mak, mais en –v. |
| رفاه rafāh*                          | refah               | gönenç                    | prospérité                                      | |
| رغما ragmen*                         | rağmen              | karşın                    | malgré, quoique                                 | De l'adjectif karşı « opposé ». |
| رئيس re'îs                           | reis                | başkan                    | président                                       | |
| رأي rey*                             | rey                 | oy                        | vote                                            | |
| رجعت ricat*                          | ricat               | çekilme                   | désistement, étiage                             | De la racine çek– « tirer ». |
| روح ruh*                             | ruh                 | tin**                     | esprit                                          | Le mot turc est seulement employé dans le domaine de la philosophie |
| رطوبه rutûbet*                       | rutubet             | yaşlık, ıslaklık          | humidité                                        | De l'adjectif yaş « humide, mouillé ». |
| رؤيا rü'ya*                          | rüya                | düş                       | rêve                                            | |
| سادهّ sade, سائد sa'aid*              | sade                | yalın                     | champ                                           | L'usage du mot turc est rare. |
| صفحة safha*                          | safha               | evre, aşama               | étape, phase                                    | |
| صفراء safra*                         | safra               | öd                        | bile, fiel                                      | |
| ساحل sahil*                          | sahil               | kıyı                      | côte                                            | |
| صاحب sahip*                          | sahip               | iye**                     | propriétaire                                    | Le mot turc est rarement utilisé ; cependant, il est couramment utilisé dans le contexte de la grammaire pour décrire le suffixe possessif (iyelik eki) |
| سطح sath                             | satıh               | yüzey                     | surface                                         | Du substantif yüz « face ». |
| سياره sayyâre                        | seyyare             | araba, taşıt              | voiture                                         | Araba est le terme vieilli pour « voiture » en arabe. Le mot de nos jours est seyyara mais en turc seyyar signifie « ambulant, forain ». |
| سبب sebeb*                           | sebep               | neden                     | raison                                          | |
| سفاره safarat                        | sefaret             | büyükelçilik              | ambassade                                       | |
| سلامت selâmet                        | selamet             | esenlik                   | santé, euphorie                                 | |
| سما semâ                             | sema                | gök                       | ciel                                            | |
| سنه sene*                            | sene                | yıl                       | année                                           | |
| صحت sıhhat                           | sıhhat              | sağlık                    | vitalité                                        | De l'adjectif sağ « vivant ». |
| سحر sihr*                            | sihir               | büyü                      | magique                                         | |
| صحبت sohbet*                         | sohbet              | söyleşi                   | causerie, dialogue                              | De la racine söyle– « dire, parler ». |
| سؤال su'âl                           | sual                | soru                      | question                                        | De la racine sor– « demander ». |
| صلح sulh                             | sulh                | barış                     | paix                                            | |
| صنع sunî                             | suni                | yapay                     | artificiel                                      | De la racine yap– « faire ». |
| سکوت sükût                           | sükût               | sessizlik                 | silence                                         | Du substantif ses « voix ». |
| شاهد şâhid*                          | şahit               | tanık                     | témoin                                          | De la racine tanı– « connaître, admettre ». |
| شاعر şair*                           | şair                | ozan                      | poète                                           | |
| شعير şaîr*                           | şair                | arpa                      | orge                                            | |
| شرق şark                             | şark                | doğu                      | est                                             | De la racine doğ– « naître ». |
| شرط şart*                            | şart                | koşul                     | condition                                       | Forgé en 1947 par Nurullah Ataç. |
| شمال şimâl                           | şimal               | kuzey                     | nord                                            | Du substantif kuz « face ombragée d'une montagne ». Kuzey était aussi utilisé dans certains dialectes anatoliens pour parler d'un endroit ombragé. |
| ﺷﻌﺎﻉ şu‘ā‘)*                         | şua                 | ışın                      | rai, rayon                                      | |
| تعلق taalluk                         | taalluk             | ilinti                    | connexion, relation                             | De la racine turcique il– « attache, nœud ». |
| طبقه tabaqqa *                       | tabaka              | katman                    | coucher                                         | Du substantif kat « sol ». |
| طبيعت ṭabîʻat*                       | tabiat              | doğa                      | nature                                          | De la racine doğ– « naître ». |
| طبيعى ṭabîʻî*                        | tabii               | doğal                     | naturel                                         | De la racine doğ– « naître ». |
| تعبير، افاده taʻbîr, ifâde*          | tabir, ifade        | deyiş**                   | narration                                       | |
| ṭâbiyet*                             | tâbiyet             | uyruk**                   | nationalité                                     | |
| تحليل tahlil*                        | tahlil              | inceleme                  | examen, étude                                   | |
| تخمين tahmin*                        | tahmin              | kestirim**                | approximation                                   | De la racine kes– « couper ». |
| تعقيب taʻkib*                        | takip               | izlem**                   | poursuite                                       | De la racine izle– « regarder ». |
| طلب ṭaleb*                           | talep               | istek                     | demande, désir                                  | De la racine iste– « demander, désirer ». |
| طلبه ṭalebe                          | talebe              | öğrenci                   | étudiant                                        | De la racine turcique igid– « nourrir ». |
| تعمیم tâmîm*                         | tâmîm               | genelge                   | circular, notice                                | De l'adjectif genel « général ». |
| تعمير taʻmîr*, تعديلات taʻdîlât*     | tamir, tadilat      | onarım                    | réparation, restauration                        | De la racine onar– « réparer ». |
| طرف taraf*                           | taraf               | yan                       | latéral                                         | |
| ترصدات tarassut*                     | tarassut            | gözetleme                 | observation                                     | |
| تاريخ tarih*                         | tarih               | günay**                   | date                                            | Le mot arabe tarih peut aussi signifier « histoire ». L'usage du mot günay (littéralement « jour-mois ») est rare. |
| تسلط tasallut                        | tasallut            | sarkıntılık               | harcèlement (sexuel)                            | De la racine sark– « pendre, se pencher ». |
| تصور tasavvur                        | tasavvur            | canlandırma, tasarı       | projet, dessein                                 | |
| تصديق tasdîk*                        | tasdik              | onay                      | approbation, assentiment                        | |
| تصحيح tashîh                         | tashih              | düzeltme                  | correction                                      | De l'adjectif düz « plan, plat ». |
| تصوير tasvîr*                        | tasvir              | betimleme                 | description                                     | |
| طياره tayyâre                        | tayyare             | uçak                      | avion                                           | De la racine uç– « voler ». |
| توصيه tavsiye*                       | tavsiye             | salık                     | avis                                            | |
| تعادل teʻâdül                        | teadül              | denklik                   | équivalence                                     | De l'adjectif denk « égal ». |
| تعامل teʻâmül                        | teamül              | tepkime, davranış         | réaction, comportement                          | De la racine davran– « se comporter ». |
| تبسم tebessüm                        | tebessüm            | gülümseme                 | sourire                                         | De la racine gül– « rigoler, rire ». |
| تبديل tebdîl                         | tebdil              | değişiklik                | changement, amendement                          | De la racine değiş– « changer ». |
| تبريك tebrîk*                        | tebrik              | kutlama                   | félicitations, célébration                      | De la racine kutla– « célébrer ». |
| تجربه tecbüre*                       | tecbüre             | deney                     | expérience                                      | De la racine dene– « essayer ». |
| تجلى tecellî                         | tecelli             | belirme                   | surgissement, émanation                         | |
| تجسم tecessüm                        | tecessüm            | görünme                   | apparition, aspect                              | De la racine gör– « voire ». |
| تجربة tecrübe*                       | tecrübe             | deneyim                   | expérimentation                                 | De la racine dene– « essayer ». |
| تجهيزات techîzât*                    | teçhizat            | donanım                   | équipement                                      | |
| تداوى tedavi*                        | tedavi              | sağaltım**                | thérapie                                        | |
| تدبير tedbîr*                        | tedbir              | önlem                     | précaution                                      | De la racine önle– « prévenir ». |
| ﺗﺪﺭﻳﺴﺎﺕ tedrіsāt)*                   | tedrisat            | öğretim                   | enseignement                                    | |
| تأثر te'essür                        | teessür             | üzüntü                    | chagrin, peine                                  | De la racine üz– « affecter, affliger ». |
| تكامل tekâmül                        | tekamül             | evrim, başkalaşım         | évolution, processus                            | |
| تقاعد tekaʻüd                        | tekaüt              | emeklilik                 | retraite                                        | |
| تكفل tekeffül                        | tekeffül            | yükümlenme                | se tiendre hardiment                            | |
| تكليف teklîf*                        | teklif              | öneri                     | proposition, offre                              | De la racine öner– « proposition, offre ». |
| تكرار tekrar*                        | tekrar              | yine                      | encore                                          | |
| تلاش telâş*                          | telaş               | tasa, kaygı               | tourment, souci                                 | |
| تَمْي۪يزْ temyiz*                        | temyiz              | yargıtay                  |                                                 | Emprunt au djaghataï. |
| تناسب tenâsüb                        | tenasüp             | uyum                      | harmonie, accord                                | De la racine uy– « se conformer ». |
| تنبيه tenbîh*                        | tembih              | uyarı                     | avertissement                                   | De la racine uyar– « avertir ». |
| ﺗﺮﻗّﻰ teraḳḳі*                        | terakki             | ilerleme                  | progrès                                         | |
| ترجمه tercüme*                       | tercüme             | çeviri                    | translation                                     | |
| تردد terreddut*                      | tereddüt            | duraksama                 | hésitation                                      | De la racine dur– « s'arrêter, rester ». |
| ترتيب tertip*                        | tertip              | düzen                     | ordre, harmonie                                 | De la racine düz– « aligner ». |
| تأثير tesir*                         | tesir               | etki                      | effet                                           | De la racine et– « faire ». |
| تسلى teselli*                        | teselli             | avunma                    | consolation, allègement                         | De la racine avun– « se console ». |
| تشخيص teşhis*                        | teşhis              | tanı                      | diagnostique                                    | De la racine tanı– « reconnaître ». |
| تَشْك۪يلَاتْ teşkilat*                    | teşkilat            | örgüt                     | organisation                                    | Du substantif örgü « tricot, tresse ». |
| تشكيل teshkil                        | teşkil etmek        | oluşturmak                | former                                          | |
| تشرين اول teşrîn-i evvel             |                     | ekim                      | octobre                                         | De la racine ek– « cultiver, semer ». |
| تشرين ثانی teşrîn-i sânî             |                     | kasım                     | novembre                                        | |
| تشويق teşvik *                       | teşvik              | özendirme, kışkırtma      | exhortation, provocation                        | |
| تدقيق tetkit*                        | tetkit              | araştırma                 | recherche                                       | |
| تولد tevellüd*                       | tevellüd            | doğum                     | naissance                                       | De la racine doğ– "to be born". |
| تذكار tezkar*                        | tezkar              | anılmaya değer            | digne d'être rappelé                            | De la racine an– « souvenir, commémorer ». |
| تجارت ticaret*                       | ticaret             | alımsatım                 | commerce                                        | |
| عنصر unsur*                          | unsur               | öğe                       | élément                                         | |
| عنوان unvan*                         | ünvan               | san                       | titre, intitulé                                 | |
| اسلوب uslup*                         | üslup               | biçem**                   | style, manière                                  | |
| وعد vaʻd*                            | vaat                | söz                       | promesse, parole                                | |
| واقعه vakʻâ*                         | vaka                | olay                      | fait, événement                                 | De la racine ol– « survenir ». |
| وقور vakûr                           | vakur               | ağır başlı                | digne                                           | L'expression turc signifie « tête lourde ». |
| وصف vasf*                            | vasıf               | nitelik                   | fonctionnalité, qualité                         | |
| واسطه vasıta                         | vasıta              | araç                      | véhicule                                        | |
| وسيع vâsi                            | vâsi                | engin                     | immense, vaste                                  | |
| وطن vatan*                           | vatan               | yurt                      | pays, patrie                                    | |
| وظيفه vazîfe*                        | vazife              | görev                     | fonction, charge                                | |
| و ve*                                | ve                  | ile                       | et                                              | De la racine turcique il– « attache, nœud ». |
| وهم vehm                             | vehim               | kuruntu                   | imagination, illusion                           | |
| ولاية vilâyet*                       | vilayet             | il                        | province                                        | |
| تفسير tefsîr*                        | tefsir              | yorum                     | interprétation, analyse, commentaire            | |
| ضبط dzabt*                           | zabıt               | tutanak                   | procès-verbal, compte-rendu                     | De la racine tut– « tenir ». |
| ضمير zamîr*                          | zamir               | adıl**                    | pronom                                          | Du substantif ad « nom ». |
| زاويه zaviye                         | zaviye              | açı                       | angle                                           | De la racine aç– « ouvrir ». |
| ﺫﻯ ﻗﻴﻤﺖ ẕі-ḳiymet)*                  | zikıymet            | değerli                   | cher, précieux                                  | |

## Débat pédagogique en Turquie
Le Conseil national turc de l'éducation, composé majoritairement de proches du président Recep Tayyip Erdoğan et de son gouvernement, exprime en décembre 2014 le souhait que l'apprentissage de l'alphabet ottoman, abandonné dans le cadre des réformes imposées par Kemal en 1928, devienne obligatoire dans les lycées religieux et optionnel dans les autres. Selon Erdoğan, qui soutient ce projet, l'abandon de l'alphabet ancien est comparable à une coupure de la « veine jugulaire » que représente pour les Turcs la compréhension de leur histoire et de leur civilisation. Il présente cette réforme envisagée comme un « retour aux racines turques » et affirme que l'ottoman ancien « sera enseigné quoi qu’en disent ses détracteurs ».
Ses critiques, en revanche, voient dans ce projet une tentative « d'islamisation » des lycées et de remise en question de la sécularisation et de la modernisation de la Turquie.